# Macrorhamphosodes platycheilus
 Macrorhamphosodes platycheilus és una espècie de peix de la família dels triacantòdids i de l'ordre dels tetraodontiformes.

## Morfologia
- Els mascles poden assolir 13 cm de longitud total.[5][6]

## Hàbitat
És un peix marí i de clima tropical.

## Distribució geogràfica
Es troba a l'Índic i entre Indonèsia i Austràlia.

## Observacions
És inofensiu per als humans.